# Begonia motozintlensis
Espèce
Begonia motozintlensis est une espèce de plantes de la famille des Begoniaceae.
Elle a été décrite en 2014 par Kathleen Burt-Utley (1944-) et John F. Utley (1944-).